# Fedor von Rauch
Pour les articles homonymes, voir Rauch.
Fedor Alexander Gustav von Rauch (né le 8 août 1822 à Berlin et mort le 15 janvier 1892) est un officier de cavalerie prussien et, avec le grade de conseiller privé effectif, maître d'écurie en chef des rois prussiens et des empereurs allemands Guillaume Ier, Frédéric III et Guillaume II. Dans le domaine des courses de galop et de l'élevage de pur-sang, il est notamment vice-président de l'Union-Klub à Berlin.

## Biographie

### Origine
Fedor von Rauch est issu de la noble famille prussienne Rauch. Il est le fils du ministre prussien de la Guerre et citoyen d'honneur de Berlin, le général d'infanterie Gustav von Rauch et de sa seconde épouse Rosalie, née von Holtzendorff (1790-1862). Son grand-père est le général de division Bonaventura von Rauch.
Ses frères étaient le général de cavalerie Gustav Waldemar von Rauch et le général d'infanterie Albert von Rauch. Son demi-frère est le maréchal de la cour et chambellan Adolf von Rauch. Sa sœur , Rosalie comtesse von Hohenau, est la seconde épouse morganatique du prince Albert de Prusse, le plus jeune frère du roi Frédéric-Guillaume IV et de l'empereur Guillaume Ier. Parmi ses cousins se trouve le général der Kavallerie Alfred von Rauch, avec qui il partage son enthousiasme partagé pour les courses de chevaux.

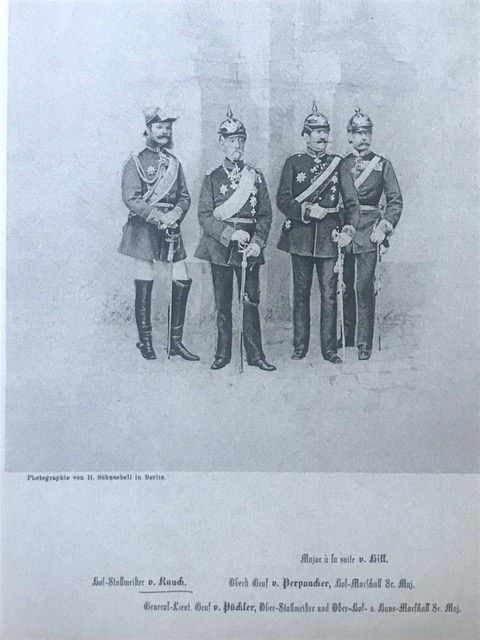
Fedor von Rauch comme écuyer impérial (à gauche) avec l'Oberhofmarschall Hermann von Pückler, l'Hofmarschall Friedrich von Perponcher et l'adjudant von Hill lors de la proclamation impériale de 1871

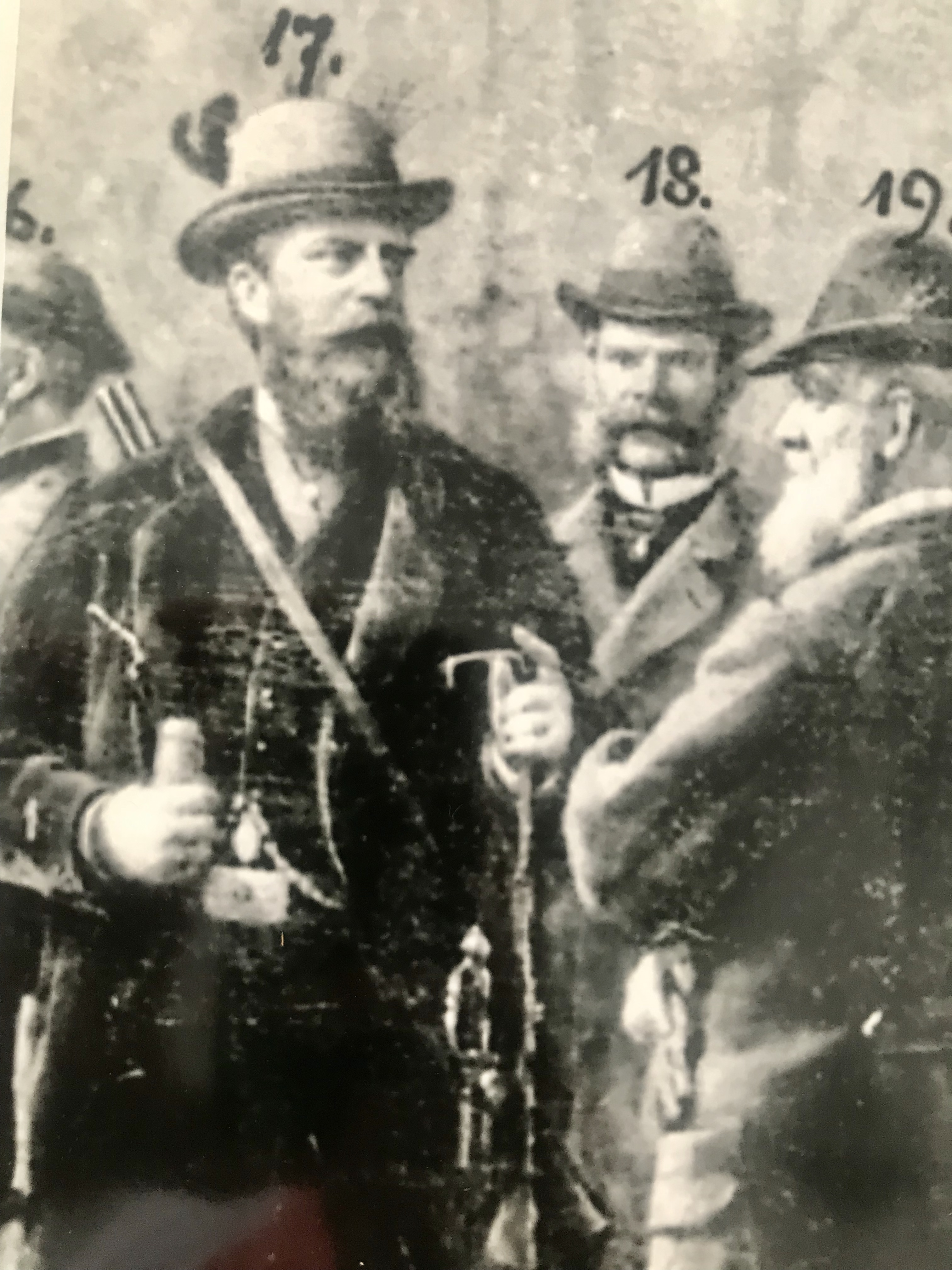
Fedor von Rauch (18) dans l'entourage du prince héritier Frédéric de Prusse (17) - à droite Ferdinand d'Alvensleben (19); Légende de Conrad Freyberg, Chasse à courre à Letzlingen, peinture à l'huile, 1881

### Carrière d'officier de cavalerie et Hofstallmeister
Fedor von Rauch commence d'abord une carrière comme officier de cavalerie et rejoint le 1er régiment de dragons de la Garde de l'armée prussienne à Berlin en 1839 en tant qu'avancé. Cette même année, il est promu enseigne portepee et agrégé comme sous-lieutenant en 1840, pour être classé via le budget en 1845. En 1847, Fedor von Rauch a l'occasion de passer un an à se familiariser avec l'administration des haras prussiens, également à Berlin. De 1849 à 1851, il retourne dans les dragons de la Garde comme adjudant régimentaire.
Après avoir obtenu un congé d'un an pour diriger le haras du grand-duc de Mecklembourg-Strelitz en 1851, il décide en 1852 - entre-temps promu premier lieutenant - de s'installer définitivement à Neustrelitz. À la cour du grand-duc Georges, il travaille comme maître itinérant et écuyer de la cour et devient chambellan.
Avant que le prince régent Guillaume ne soit couronné roi de Prusse en 1861, il réorganise sa cour et persuade Fedor von Rauch de retourner à Berlin en tant que Hofstallmeister. Rauch devient plus tard vice-écuyer et conseiller privé secret. Avec le départ à la retraite de l'Oberhof de longue date et du maréchal de la maison Hermann von Pückler (de), Fedor von Rauch devient Oberstallmeister de l'empereur Guillaume Ier en 1886 et chef de l'Ober-Marstall impérial. Il est le seul de tous les postes à faire partie de la cour de Berlin pendant toute la durée du règne du roi ou de l'empereur Guillaume Ier. Fedor von Rauch occupe également la fonction de chef d'écurie, qui fait partie des chargés de la cour suprême, sous l'empereur Frédéric III et l'empereur Guillaume II. Il prend sa retraite en 1891.
Fedor von Rauch passe les deux guerres de 1866 et 1870/71 au grand quartier général du roi de Prusse ; le 18 janvier 1871, il participe à la proclamation de l'Empire allemand (de) à Versailles. Il en fait part à sa femme dans des lettres postales de campagne, que son plus jeune fils, qui porte également le prénom Fedor, publie en 1911 sous le titre Lettres du Grand Quartier Général.

### Courses de chevaux
Au-delà de ses fonctions judiciaires, Fedor von Rauch s'est fait un nom dans les courses hippiques et l'élevage de pur-sang, en tant que cavalier de course, de dressage et de campagne, mais aussi en tant que conducteur. En 1848, avec son cousin Alfred von Rauch, il devient champion des courses pour hommes ou pour amateurs.
Après avoir cessé de pratiquer activement les sports équestres, Fedor von Rauch a joué un rôle déterminant dans la construction de l'hippodrome d'Hoppegarten (de) et de ses opérations de course en tant que maître d'écurie de la cour du roi prussien Guillaume en 1867/68. Dans les années 1860 et 1870, Rauch, avec Wilhelm Herz et le Landstallmeister Georg von Lehndorff, forment le conseil d'administration de l'Association pour l'élevage et le dressage de chevaux, qui est la première association à organiser des courses de galop à Berlin et dans les environs. Plus tard Rauch est notamment vice-président de l'Union-Klub, l'organisation faîtière des courses de galop dans l'Empire allemand et des courses à Hoppegarten, basée à Berlin.

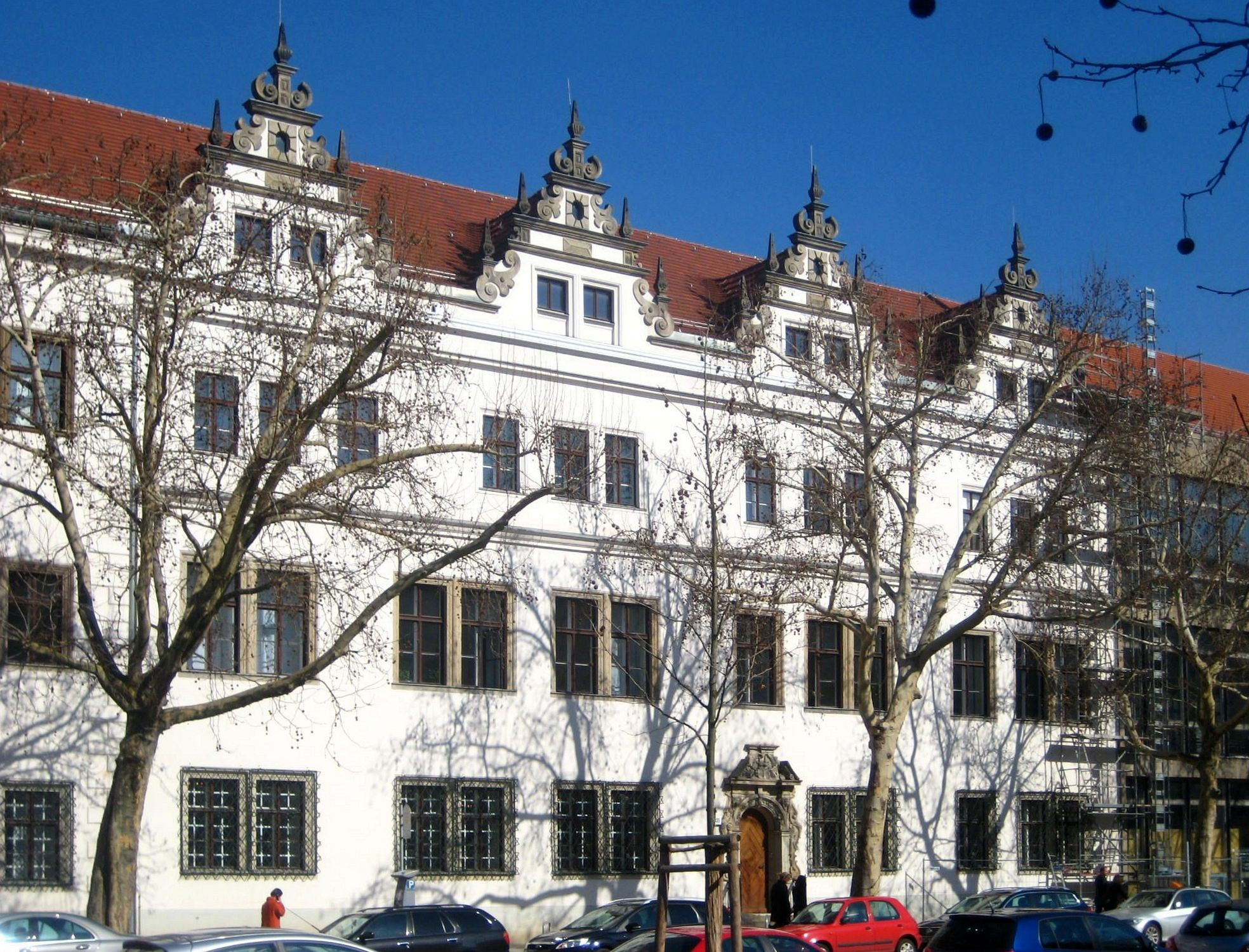
La maison Ribbeck de Berlin à Breite Strasse 36 (photo 2010)

En tant que maître d'écurie royal, il vit avec son épouse dans l'appartement de fonction de la maison Ribbeck (de), située au 36 de la Breiten Strasse, qui est directement adjacent à l'écurie (de) et est aujourd'hui le plus ancien immeuble résidentiel de Berlin qui existe encore.
Comme de nombreux membres de la famille Rauch, Fedor et Elisabeth von Rauch sont enterrés au cimetière des Invalides à Berlin-Mitte. Leurs tombes ne sont plus conservées.

### Famille
Fedor von Rauch se marie à Neustrelitz le 28 octobre 1856 avec Elisabeth comtesse von Waldersee (1837–1914), dame d'honneur de la grande-duchesse Marie de Mecklembourg-Strelitz. Elle est la fille du colonel Eduard comte von Waldersee et sa femme Laurette, née von Alvensleben.
Le mariage donne naissance à trois fils qui sont morts célibataires et sans enfant:
- Mortimer (1857–1879), enseigne portepee au 2e régiment de dragons (pl)
- Georg (1861–1905), maître du cheval et directeur des haras d'État prussien à Marienwerder, capitaine de cavalerie de la Garde de la Landwehr
- Fedor (1866–1915), auteur, conseiller impérial chinois, lieutenant prussien et adjudant régimentaire dans le 11e régiment d'uhlans (de) (jusqu'en 1891)